# Conognatha reichardti
Conognatha reichardti es una especie de escarabajo del género Conognatha, familia Buprestidae. Fue descrita científicamente por Cobos en 1967.